# My Life (álbum de Iris DeMent)
My Life é o segundo álbum lançado pela cantora e compositora Iris DeMent. O disco alcançou a posição 16 da Billboard.
O disco foi dedicado ao seu pai, Patric Shaw DeMent, que morreu em 1992.

## Track listing
Todas as músicas foram compostas por Iris DeMent, exceto as indicadas.

### Lado A
1. "Sweet Is the Melody" – 3:41
2. "You've Done Nothing Wrong" – 4:22
3. "Calling for You" – 3:18
4. "Childhood Memories" – 4:38
5. "No Time to Cry" – 6:49

### Lado B
1. "Troublesome Waters" (Maybelle Carter, Ezra J. Carter, Dixie Deen) – 5:15
2. "Mom and Dad's Waltz" (Lefty Frizzell) – 2:37
3. "Easy's Gettin' Harder Every Day" – 5:01
4. "The Shores of Jordan" – 3:18
5. "My Life" – 3:30

## Ficha
- Iris DeMent – vocal, violão,  piano em "My Life"
- Richard Bennett – violão, guitarra
- John Catchings – cello
- "Cowboy" Jack Clement – violão
- Charles Cochran – piano, teclados
- Stuart Duncan – flauta, mandolin
- Mark Howard – violão
- Roy Huskey, Jr. – baixo
- Kenny Malone – percussão
- Pat McInerney – bateria
- Phil Parlapiano – acordeom  em "You've Done Nothing Wrong"
- Al Perkins – dobro
- Pete Wasner – teclado, piano
- Joy White – vocal harmônico em  "Childhood Memories"
- Linda Williams – vocal harmônico em "The Shores of Jordan"
- Robin Williams – vocal harmônico em "The Shores of Jordan"